# WVV Wageningen in het seizoen 1974/75
Het seizoen 1974/1975 was het 21e jaar in het bestaan van de Wageningense betaaldvoetbalclub Wageningen. De club kwam uit in de Eredivisie en eindigde daarin op de 18e plaats, dit betekende rechtstreekse degradatie naar de Eerste divisie. Tevens deed de club mee aan het toernooi om de KNVB Beker, hierin werd in de halve finale verloren van FC Den Haag (0–1).

## Wedstrijdstatistieken

### Eredivisie
|       | Ajax  | FC Amsterdam | AZ '67 | Excelsior | Feyenoord | Go Ahead Eagles | De Graafschap | FC Den Haag-ADO | Haarlem | MVV   | NAC   | PSV   | Roda JC | Sparta | Telstar | FC Twente '65 | FC Utrecht |
| ----- | ----- | ------------ | ------ | --------- | --------- | --------------- | ------------- | --------------- | ------- | ----- | ----- | ----- | ------- | ------ | ------- | ------------- | ---------- |
| Thuis | 0 – 2 | 1 – 3        | 2 – 6  | 2 – 2     | 1 – 4     | 1 – 0           | 1 – 1         | 1 – 1           | 2 – 0   | 2 – 0 | 1 – 1 | 1 – 1 | 2 – 2   | 1 – 0  | 4 – 2   | 2 – 1         | 1 – 0      |
| Uit   | 3 – 1 | 1 – 1        | 1 – 0  | 1 – 0     | 8 – 2     | 5 – 1           | 1 – 0         | 2 – 0           | 3 – 2   | 2 – 1 | 0 – 0 | 2 – 0 | 3 – 1   | 3 – 3  | 3 – 1   | 3 – 0         | 7 – 1      |

### KNVB Beker
| 2e ronde                                               | Wageningen                                                                   | 5 – 1 (1 – 1) | PEC Zwolle                                              |
| 24 november 1974 Plaats: Wageningen De Wageningse Berg | Arno Wellerdieck 38' Rini Block 48' Jan Groenendijk 72', 84' Jan Menting 74' |               | 12' Klaas Drost                                         |
| 3e ronde                                               | Wageningen                                                                   | 3 – 2 (2 – 1) | PSV                                                     |
| 9 februari 1975 Plaats: Wageningen De Wageningse Berg  | Uwe Blotenberg 31' Jan Groenendijk 34' Jan Menting 51'                       |               | 29' Willy van de Kerkhof 66' (pen.) René van de Kerkhof |
| Kwartfinale                                            | Wageningen                                                                   | 2 – 1 (0 – 0) | SC Heracles '74                                         |
| 12 maart 1975 Plaats: Wageningen De Wageningse Berg    | Arno Wellerdieck 84' Piet Hamberg 89'                                        |               | 74' Hans Polko                                          |
| Halve finale                                           | FC Den Haag                                                                  | 1 – 0 (1 – 0) | Wageningen                                              |
| 16 april 1975 Plaats: Utrecht Galgenwaard              | Aad Mansveld 43'                                                             |               |                                                         |

## Statistieken Wageningen 1974/1975

### Eindstand Wageningen in de Nederlandse Eredivisie 1974 / 1975
| Stand | Gespeeld | Gewonnen | Gelijk | Verloren | Punten | Doelpunten voor | Doelpunten tegen |
| ----- | -------- | -------- | ------ | -------- | ------ | --------------- | ---------------- |
| 18e   | 34       | 7        | 9      | 18       | 23     | 39              | 74               |

### Topscorers
| #      | Naam                  | Goal |
| ------ | --------------------- | ---- |
| 1.     | Jan Groenendijk       | 13   |
| 2.     | Jan Menting           | 8    |
| 3.     | Piet Hamberg          | 4    |
| 3.     | Arno Wellerdieck      | 4    |
| 5.     | Bob Ponsen            | 3    |
| 6.     | Uwe Blotenberg        | 2    |
| 6.     | Eugène van Vijfeijken | 2    |
| 6.     | Hans Zuidersma        | 2    |
| 9.     | Ben Tomas             | 1    |
| Totaal | Totaal                | 39   |

| #      | Naam             | Goal |
| ------ | ---------------- | ---- |
| 1.     | Jan Groenendijk  | 3    |
| 2.     | Jan Menting      | 2    |
| 2.     | Arno Wellerdieck | 2    |
| 4.     | Rini Block       | 1    |
| 4.     | Uwe Blotenberg   | 1    |
| 4.     | Piet Hamberg     | 1    |
| Totaal | Totaal           | 10   |

## Voetnoten
Ajax ·
FC Amsterdam ·
AZ '67 ·
Excelsior ·
Feyenoord ·
Go Ahead Eagles ·
De Graafschap ·
FC Den Haag-ADO ·
Haarlem ·
MVV ·
NAC ·
PSV ·
Roda JC ·
Sparta ·
Telstar ·
FC Twente '65 ·
FC Utrecht ·
Wageningen